# Troglohyphantes bonzanoi
Troglohyphantes bonzanoi är en spindelart som beskrevs av Brignoli 1979. Troglohyphantes bonzanoi ingår i släktet Troglohyphantes och familjen täckvävarspindlar.
Artens utbredningsområde är Italien. Inga underarter finns listade i Catalogue of Life.